# Delissea takeuchii
Espèce
Statut de conservation UICN

 CR (Possibly Extinct) D : 
En danger critique
Delissea takeuchii est une espèce de plante de la famille des Campanulacées endémique de Hawaï. Elle est probablement éteinte, aucun spécimen sauvage n'a été observé depuis 1987.